# Matra M530
La M530 (o più semplicemente 530) era un'autovettura sportiva prodotta dal 1967 al 1973 dalla Casa automobilistica francese Matra.

## Storia e profilo

### Genesi e debutto
Nel marzo 1965, rivolgendosi al neo-assunto direttore tecnico Philippe Guédon, l'allora direttore generale della Matra Sports Jean-Luc Lagardère fece iniziare i progetti per la realizzazione di quella che sarebbe divenuta l'erede della Djet, nonché la prima vettura prodotta interamente dalla Matra. Le specifiche iniziali prevedevano l'uso della vetroresina, come già successo per la Djet. Inoltre, la vettura doveva essere concorrenziale nel prezzo (non più di 10.000 franchi), sicura su strada e brillante nelle prestazioni. La vettura avrebbe dovuto inoltre essere indirizzata ad una cerchia di clientela più ampia rispetto alla Djet e non solo quindi a quella nicchia di appassionati di gare su pista. In poche parole doveva essere meno estrema rispetto al modello precedente in modo da incontrare le esigenze della potenziale clientela e perciò avrebbe dovuto essere più confortevole in modo da poter affrontare anche dei viaggi di una certa lunghezza. Per questo motivo, tra le specifiche imposte da Lagardère a Guédon vi fu anche quella secondo cui la vettura avrebbe dovuto essere a 4 posti o almeno a 2 posti più 2, il che avrebbe imposto di suo anche la necessità di sacrificare spazio ai danni del vano motore, spingendo così alla scelta di un motore compatto, di cilindrata non elevata e quindi dai costi contenuti.
Per questi motivi si doveva procedere pescando nel calderone delle opportunità che venivano offerte in quell'epoca. Nel momento in cui il progetto fu avviato, la Matra non disponeva ancora di un proprio studio di design, perciò Guédon si avvalse di Jacques Nocher, un suo ex-collega con il quale aveva lavorato quando entrambi erano in forze alla SIMCA. Per quanto riguarda la creazione della carrozzeria, per la quale si richiese un design originale, la Matra aveva rilevato da tempo la Générale Application Plastique, una ditta specializzata nella lavorazione della vetroresina, in collaborazione con la quale aveva già dato i natali all'intera produzione della Djet. Pertanto commissionò a tale ditta la realizzazione di un guscio in vetroresina per una carrozzeria di tipo targa (con tetto rigido asportabile) e con fari a scomparsa. Tale guscio in vetroresina sarebbe poi stato imbullonato ad un telaio a piattaforma, sul quale doveva essere montato il motore in posizione centrale. Per quanto riguardava quest'ultimo, si presero in considerazione varie possibilità: Un motore BMW da 1.8 litri, il 1.4 della Renault 16 o il 1.5 di origine Volkswagen. Fu considerata anche la possibilità di un propulsore Lancia, quello della Flavia, ma alla fine la scelta cadde su di un V4, ossia il 1.7 Ford preso dalla Taunus 17M di quell'epoca.
La vettura definitiva fu presentata al Salone di Ginevra del 1967 con la denominazione ufficiale di 530, dal nome di uno dei missili realizzati dalla divisione armamenti della Matra.

#### Design esterno ed interno
La linea della 530 era di quelle che non lasciava assolutamente spazio a mezze misure: o la si amava o la si detestava. Ed in effetti la 530 lasciava spazio a ben pochi compromessi: il passo smisuratamente lungo in rapporto alla lunghezza complessiva conferiva un aspetto piuttosto sgraziato. L'elevata misura del passo fu necessaria per poter avere spazio per un paio di posti di fortuna dietro ai sedili anteriori. Un altro aspetto curioso fu l'enorme differenza fra il pronunciato sbalzo anteriore e l'assai ridotto sbalzo posteriore. Il frontale era costituito da un misto di spigoli e curve che all'epoca poteva risultare azzardato, anche se trent'anni dopo sarebbe stato ripreso molto più efficacemente dalla Ford. Nel complesso, poi, ricordava il muso di un cetaceo sorridente, il che penalizzava ulteriormente la 530. Eppure una delle fonti di ispirazione per il disegno della carrozzeria di questa vettura provenne direttamente dal mondo delle corse, in particolare dalla MS620, impegnata in quel periodo nelle gare di durata. Inoltre non mancarono alcuni contenuti innovativi, primo fra tutti il fatto che la 530 fu la prima vettura a due posti più due con motore centrale. Nel complesso l'impostazione del corpo vettura ricordava quello della Porsche 914, altra vettura con carrozzeria targa, rivale principale della 530 (anche se nel caso della tedesca i posti a disposizione erano solo due) ed anch'essa destinata ad un non felice esito commerciale. La coda era molto corta e rastremata e montava due coppie di piccoli fari circolari. La zona più originale si trova appena sopra: nonostante il motore centrale faccia pensare all'assenza di un bagagliaio posteriore, invece lo si ritrova proprio nel tratto terminale della coda. Il vano motore si trova invece sotto l'ampio lunotto avvolgente. Sollevando quest'ultimo, mediante un meccanismo di apertura, si accede al coperchio del vano motore, decisamente piccolo e poco pratico.
Una curiosa particolarità fu quella relativa alla forma del volante, infatti la corona non era tonda ma aveva una struttura leggermente ovale. Si avevano così due vantaggi: in marcia rettilinea il guidatore aveva più spazio per le gambe ed era più facile consultare i due strumenti posti ai lati della strumentazione. Un'altra curiosità riguardava il tetto asportabile (di tipo "targa"): era formato da due "metà", quella destra e quella sinistra, perfettamente simmetriche. Quando venivano tolte si riponevano sovrapposte e così potevano essere alloggiate nel cofano anteriore, dove già trovavano posto la ruota di scorta ed il radiatore.

#### Struttura, meccanica e motore
La 530 nacque su di un telaio in acciaio a piattaforma con elementi scatolati laterali di rinforzo, sul quale venne fissata la carrozzeria in vetroresina. A differenza della Djet, la cui scocca in vetroresina fu realizzata tutta in un pezzo, nella 530 il corpo vettura fu costituito di vari pannelli in vetroresina. La rigidità della struttura fu assicurata tra l'altro anche da un robusto arco in acciaio in corrispondenza del tetto, proprio dietro i sedili anteriori, nel punto in cui andavano fissati i due pannelli del tettuccio apribile. All'altezza del vano motore fu utilizzata una piccola struttura tubolare per accogliere il propulsore e gli organi del retrotreno, mentre anteriormente una sorta di "ponte" scatolato servì, oltre che per irrobustire ulteriormente la struttura, anche come telaietto ausiliario per il fissaggio degli organi dello sterzo e dell'avantreno.

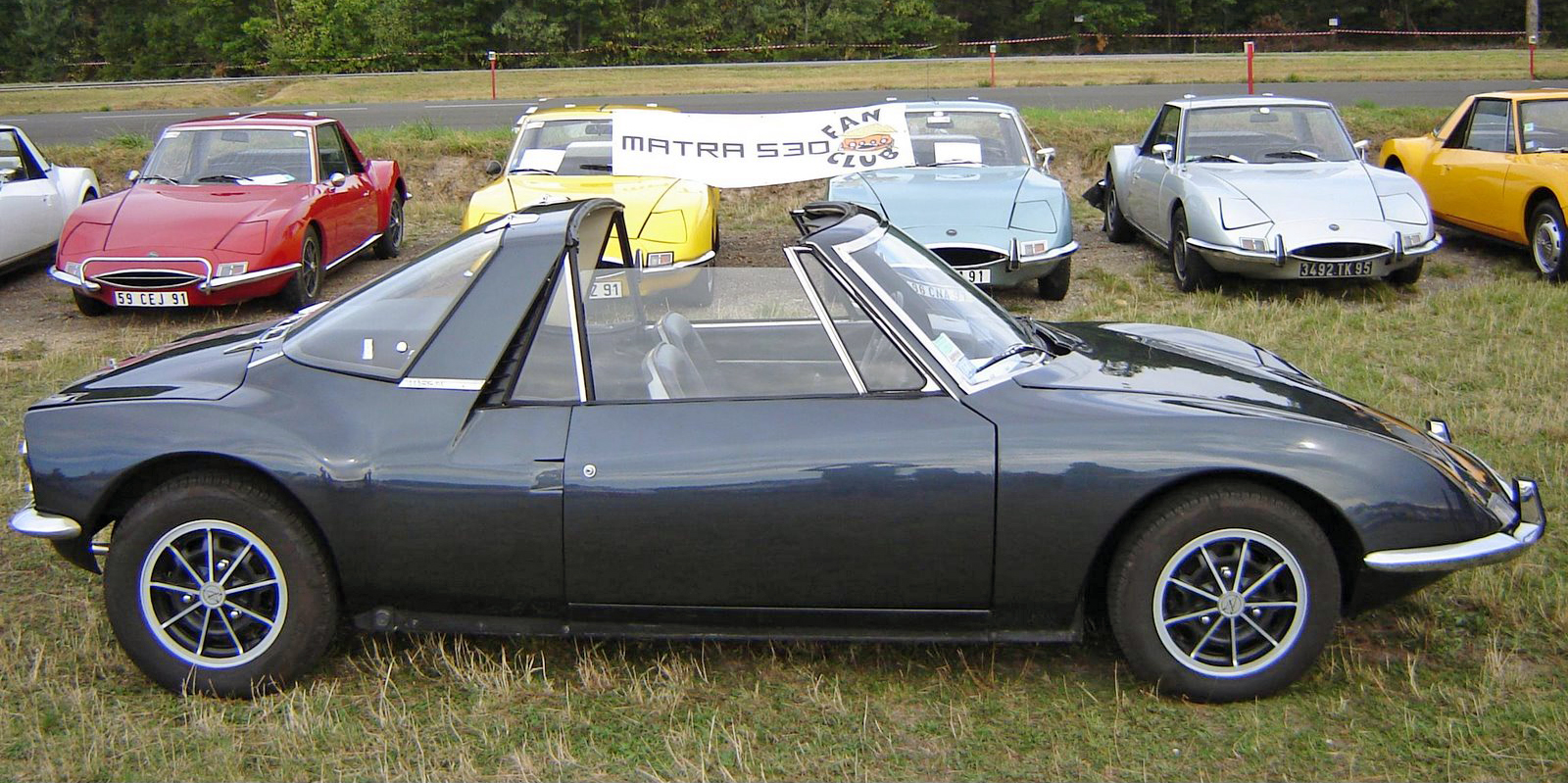
Vista laterale di una 530: il motore si trova in posizione centrale, sotto il lunotto apribile

Le sospensioni erano a ruote indipendenti su tutte e quattro le ruote, e più nel dettaglio l'avantreno era a quadrilateri deformabili, mentre il retrotreno era a bracci oscillanti. Su entrambi gli assi furono presenti molle elicoidali, ammortizzatori idraulici telescopici e barre antirollio. Per l'impianto frenante, idraulico e a doppio circuito, si scelse la formula, notevole per quell'epoca e per la fascia di mercato della vettura, dei quattro freni a disco. Lo sterzo era invece a cremagliera.
Come già sottolineato, la 530 montava un motore V4 Ford con angolo di 60° tra le due bancate. Tale motore, della cilindrata di 1699 cm³, erogava una potenza massima di 73 CV. Non si trattava di un valore eccezionale, tant'è vero che neppure le prestazioni velocistiche assolute erano eccelse. Ma la stampa specializzata rimase in realtà soddisfatta dalle doti di maneggevolezza della vettura. Quanto al cambio, la 530 montava un manuale a 4 marce interamente sincronizzato.

### La carriera commerciale

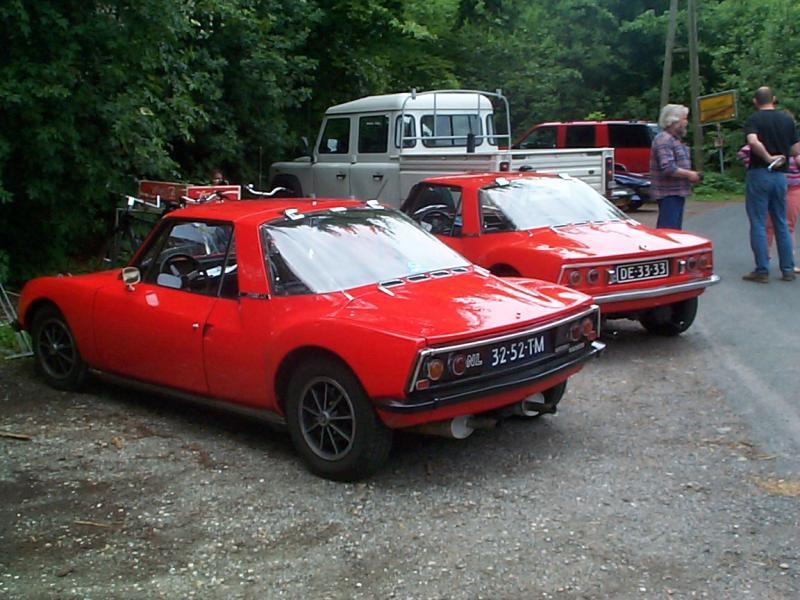
Confronto tra una delle prime 530 con coda in tinta (in secondo piano) ed una 530 prodotta a partire dal 1970, con coda di color nero (in primo piano)

La produzione della 530 fu suddivisa inizialmente fra tre siti: mentre il telaio a piattaforma fu realizzato presso la carrozzeria Carrier di Alençon, lo stabilimento Matra si occupò unicamente della preparazione della carrozzeria in vetroresina. L'assemblaggio finale fu affidato nel primo periodo di produzione alla carrozzeria Brissonneau et Lotz di Creil.
La reazione del pubblico di fronte ad una vettura del genere fu di perplessità: la vettura in effetti appariva sgraziata, sproporzionata nelle linee. Inoltre il frontale era ben poco aggressivo, per via di quel suo taglio che ricordava il muso di un cetaceo. Per finire, il motore adottato non era abbastanza potente e le prestazioni finivano per risentirne, nonostante il peso non fosse stato eccessivo (860 kg a vuoto).

Eppure la 530 aveva molto da dire: si trattava di una vettura sportiveggiante a due posti più due, i cui contenuti erano molto moderni all'epoca. Era moderna la carrozzeria di tipo targa, preceduta di poco solo dalle corrispondenti versioni della Porsche 911; era moderna la soluzione dei fari a scomparsa; era piuttosto moderna anche la soluzione del motore centrale, che pochissime auto all'epoca potevano vantare, specie in configurazione a due posti più due (una rarità anche in tempi molto più recenti). Le riviste specializzate, poi, non mancarono di sottolineare che, nonostante la sua bizzarria, l'auto era tutto sommato efficace e divertente da guidare.
Ma vi furono altri aspetti che nella potenziale clientela della 530 suscitarono disappunto: prima di tutto, la Casa francese dichiarò al lancio che la vettura sarebbe stata distribuita dalla rete di vendita Ford, ma la Casa madre impose dal quartier generale di Dearborn un veto a tale operazione, per cui la Matra dovette arrangiarsi da sola per quanto riguardava la vendita della 530. Va infatti ricordato che sebbene la Ford France fosse passata già da diversi anni sotto il controllo della Simca, l'accordo con la Casa madre americana prevedeva che la Ford France servisse unicamente ad importare modelli Ford. Inoltre il prezzo, fissato in fase di progetto in non più di 10.000 franchi, lievitò già dal lancio fino a ben 16.300 franchi. Infine, un altro aspetto che suscitò malumori presso il pubblico fu la scarsa qualità della verniciatura e dell'assemblaggio della carrozzeria. Per questo, a partire dal 14 aprile del 1969, l'intera produzione e l'assemblaggio della vettura furono affidate unicamente allo stabilimento Matra. Inoltre, il motore 1.7 Ford ricevette un nuovo carburatore a doppio corpo in luogo del precedente monocorpo, cosicché la potenza massima risultò incrementata di 5 CV.

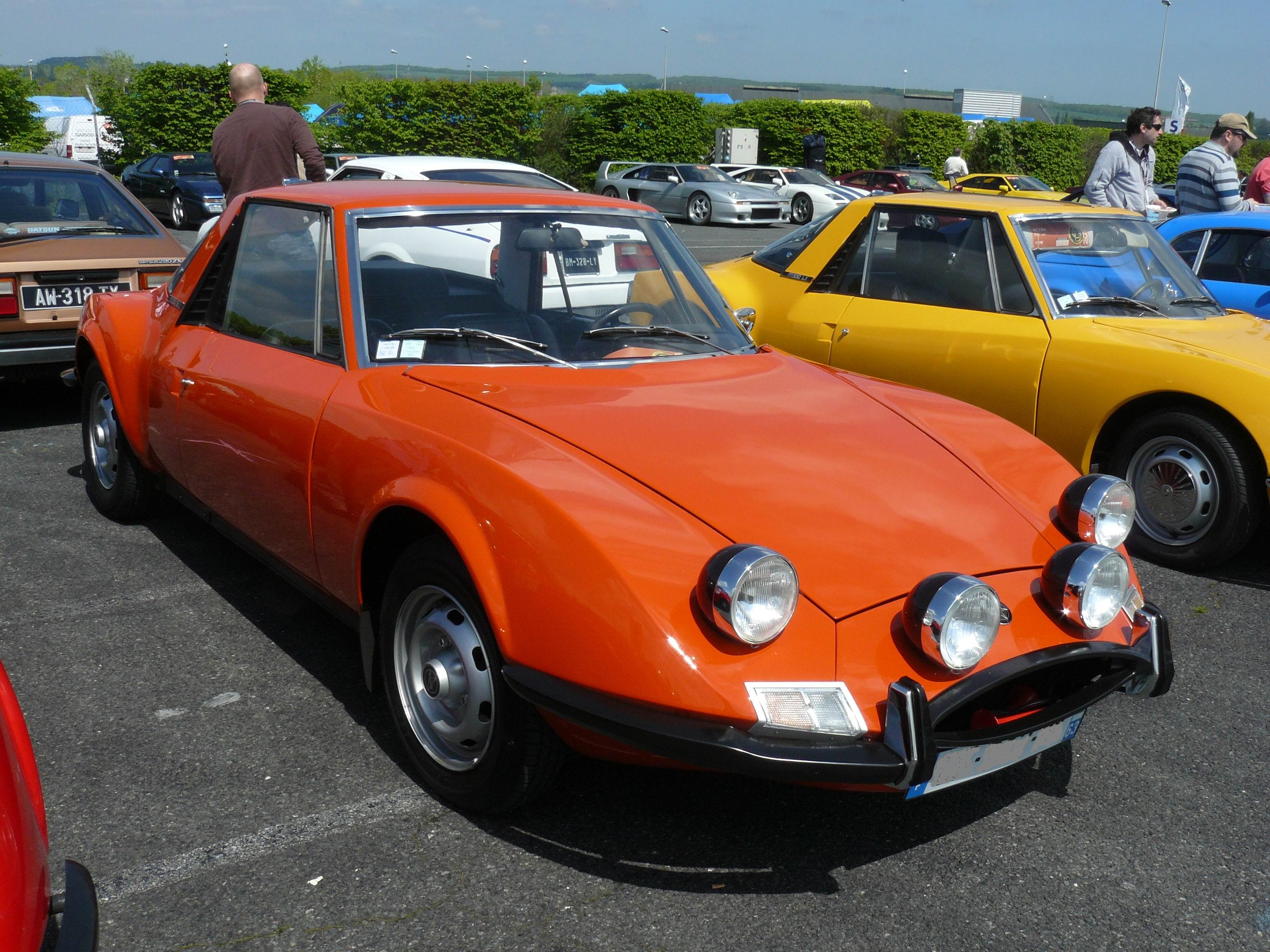
Una Matra 530 SX, versione economica della gamma

Per cercare di porre rimedio alla tiepida accoglienza, la 530 divenne oggetto di alcune modifiche e dal 1970 fu rinominata come M530 LX, che però, anche in questo caso, non incontrò molti favori da parte del pubblico. Sulle vetture prodotte a partire dal 1970, la coda fu verniciata di nero. In effetti, la meccanica fu oggetto di interventi marginali, che ne migliorarono la brillantezza solo di poco. Nel frattempo, il mese di dicembre del 1969 vide il perfezionamento di un accordo tra la Casa di Romorantin e la Chrysler Europe, allo scopo di poter usufruire di uno dei tanti canali di vendita che la filiale europea della Casa americana avrebbe potuto offrire. Finalmente, la Matra poté contare su una rete di vendita per la sua vettura, rete di vendita che a partire dall'aprile 1970 divenne quella della Simca, ormai ridotta ad uno dei marchi detenuti dalla Chrysler Europe. Anzi, in alcuni mercati la vettura fu commercializzata con il marchio Matra-Simca. In realtà, la vettura non adottò alcun organo meccanico dalla Casa di Nanterre, ma rimase fedele alla sua configurazione meccanica originaria. Ma anche così, i consensi suscitati dalla vettura furono scarsi e a nulla valsero gli allori sportivi di cui la Matra si stava ricoprendo in quei primi anni settanta. Perciò, come ultimo tentativo di smuovere la situazione, nel settembre 1971 fu introdotta la M530 SX, versione economica della LX, dalla quale si distingueva essenzialmente per il frontale, munito di quattro proiettori circolari fissi in luogo dei fari a scomparsa, per l'assenza dei due piccoli posti posteriori e per gli schienali dei sedili non più reclinabili ma fissi. Purtroppo, però, vi furono pochi riscontri commerciali anche in questo caso.
La 530 fu quindi tolta di produzione nel 1973, dopo 9.609 esemplari prodotti.

### Tabella caratteristiche tecniche
| Modello                            | M530 | M530A | M530 LX | M530 SX |
| ---------------------------------- | --- | --- | --- | --- |
| Anni di produzione                 | 03/1967-04-1969 | 04/1969-03/1970 | 03/1970-02/1973 | 09/1971-02/1973 |
| Esemplari prodotti                 | 2.063 | 1.669 | 4.731 | 1.146 |
| Motore                             | Ford V4 Cologne Type P5S | Ford V4 Cologne Type C3 | Ford V4 Cologne Type C3 | Ford V4 Cologne Type C3 |
| Posizione                          | Posteriore centrale longitudinale                                                                                             | Posteriore centrale longitudinale                                                                                             | Posteriore centrale longitudinale                                                                                             | Posteriore centrale longitudinale                                                                                             |
| Numero e disposizione dei cilindri | 4 cilindri a V di 60° | 4 cilindri a V di 60° | 4 cilindri a V di 60° | 4 cilindri a V di 60° |
| Alesaggio e corsa (mm)             | 90x66.8 | 90x66.8 | 90x66.8 | 90x66.8 |
| Cilindrata (cm³)                   | 1699 | 1699 | 1699 | 1699 |
| Alimentazione                      | carburatore monocorpo Solex 32 PDSIT4                                                                                         | carburatore doppio corpo Solex 32 TDID                                                                                        | carburatore doppio corpo Solex 32 TDID                                                                                        | carburatore doppio corpo Solex 32 TDID                                                                                        |
| Distribuzione                      | Ad asse a camme centrale con aste e bilancieri                                                                                | Ad asse a camme centrale con aste e bilancieri                                                                                | Ad asse a camme centrale con aste e bilancieri                                                                                | Ad asse a camme centrale con aste e bilancieri                                                                                |
| Rapporto di compressione           | 9:1 | 9:1 | 9:1 | 9:1 |
| Potenza massima (CV DIN/rpm)       | 73/4800 | 78/5000 | 78/5000 | 78/5000 |
| Coppia massima (Nm DIN/rpm)        | 132/2800 | 132/2800 | 132/2800 | 132/2800 |
| Frizione                           | Monodisco a secco | Monodisco a secco | Monodisco a secco | Monodisco a secco |
| Trazione                           | Posteriore | Posteriore | Posteriore | Posteriore |
| Cambio                             | Manuale a 4 marce | Manuale a 4 marce | Manuale a 4 marce | Manuale a 4 marce |
| Telaio                             | A piattaforma in lamiera d'acciaio / Carrozzeria in vetroresina fissata al telaio                                             | A piattaforma in lamiera d'acciaio / Carrozzeria in vetroresina fissata al telaio                                             | A piattaforma in lamiera d'acciaio / Carrozzeria in vetroresina fissata al telaio                                             | A piattaforma in lamiera d'acciaio / Carrozzeria in vetroresina fissata al telaio                                             |
| Sospensioni ant.                   | A ruote indipendenti con quadrilateri deformabili, molle elicoidali, barra antirollio ed ammortizzatori idraulici telescopici | A ruote indipendenti con quadrilateri deformabili, molle elicoidali, barra antirollio ed ammortizzatori idraulici telescopici | A ruote indipendenti con quadrilateri deformabili, molle elicoidali, barra antirollio ed ammortizzatori idraulici telescopici | A ruote indipendenti con quadrilateri deformabili, molle elicoidali, barra antirollio ed ammortizzatori idraulici telescopici |
| Sospensioni post.                  | A ruote indipendenti con bracci oscillanti, molle elicoidali, barra antirollio ed ammortizzatori idraulici telescopici        | A ruote indipendenti con bracci oscillanti, molle elicoidali, barra antirollio ed ammortizzatori idraulici telescopici        | A ruote indipendenti con bracci oscillanti, molle elicoidali, barra antirollio ed ammortizzatori idraulici telescopici        | A ruote indipendenti con bracci oscillanti, molle elicoidali, barra antirollio ed ammortizzatori idraulici telescopici        |
| Impianto frenante                  | Idraulico a doppio circuito, freni a disco sulle quattro ruote                                                                | Idraulico a doppio circuito, freni a disco sulle quattro ruote                                                                | Idraulico a doppio circuito, freni a disco sulle quattro ruote                                                                | Idraulico a doppio circuito, freni a disco sulle quattro ruote                                                                |
| Massa in ordine di marcia          | 860 | 860 | 860 | 860 |
| Serbatoio (l)                      | 45 | 45 | 45 | 45 |
| Velocità massima (km/h)            | 170 | 170 | 170 | 170 |
| Consumo medio (litri/100 km)       | 11.1 | 11.1 | 11.1 | 11.1 |

### La Matra M530 nei media
- In campo cinematografico questa vettura viene impiegata come auto di servizio della Polizia francese nel film "La fredda alba del commissario Joss" di Georges Lautner.